# Vilhelm 3. af Sicilien
Vilhelm 3. af Sicilien (ca. 1186 – ca. 1198) var konge af Sicilien i 10 måneder i 1194. 
Vilhelm 3. var søn af kong Tancred 1. af Sicilien og Sibylla af Acerra. Han var den sidste normanniske konge af Sicilien fra Huset Hauteville og blev afsat af sin grandtante Constance og hendes mand, den tysk-romerske kejser, Henrik 6.